# Жіль Лапуж
Жіль Лапу́ж (фр. Gilles Lapouge; 7 листопада 1923 — 31 липня 2020)  — французький письменник і журналіст щоденної газети O Estado de S. Paulo .  Лауреат премії Prix Femina Essai 2007 року.

## Біографія
Виріс в Алжирі, де його батько був військовим. Після вивчення історії та географії став журналістом. У 1950 році переїхав до Бразилії. Протягом трьох років працював у бразильській газеті O Estado de S. Paulo та більше сорока років залишався кореспондентом цієї газети у Франції. Повернувшись у Францію, він працював у Le Monde, Figaro Littéraire та Combat. Брав участь у програмі Бернара Піво «Ouvrez les guillemets» («Розкрийте лапки»). На каналі France Culture він продюсував шоу «Agora», а потім «En étrange pays» («в інших країнах»). 
Лапуж працював у редакційній колегії La Quinzaine littéraire. Брав участь у фестивалі мандрівників Étonnants у Сен-Мало . 
Жіль Лапуж помер у віці 96 років 31 липня 2020 року.

## Твори
- Les Pirates, Payot, 1987
- Équinoxiale, Flammarion, Paris, 1977, ISBN 2-08-060963-7
- Un soldat en déroute, Folio
- Le Singe de la montre, 1982
- Utopie et civilisations, 1973
- La Révolution sans modèle, разом з François Châtelet та Olivier Revault d'Allonnes, Mouton, 1974
- La Bataille de Wagram, Flammarion, Prix des Deux Magots, 1987
- La Folie Koenigsmark, A. Michel, 1996
- L'Incendie de Copenhague, A. Michel, Prix Cazes, 1996
- Le Bruit de la neige, A. Michel
- Besoin de mirages, Seuil, 1998
- Au revoir l’Amazonie, 2000 (publié sur Internet, au Brésil)
- La Mission des frontières, A. Michel, 2002
- Le Bois des amoureux, A. Michel, 2006
- L'Encre du voyageur, A. Michel, 2007
- La Légende de la géographie, A. Michel, 2009
- La Maison des lettres. Conversations avec Christophe Mercier, Phébus, 2009
- Dictionnaire amoureux du Brésil, Ed. Plon, Paris, 2011, ISBN 2-259-20925-4

## Переклади українською
- Жіль Лапуж: Ідеал вулика. / Часопис Ї